# Liaocheng
Liaocheng is een stad in de gelijknamige prefectuur in het westen van de noordoostelijke provincie Shandong, Volksrepubliek China.
Bij de volkstelling van 2020 had de stad 1.020.430 inwoners, de gehele prefectuur had 5.952.128 Inwoners.
Liaocheng grenst in het zuidoosten aan Jinan, in het noordoosten aan Dezhou, in het zuiden aan Tai'an en in het westen aan de provincies Hebei en Henan.